# Свети Атанасий (Крива)
Вижте пояснителната страница за други значения на Свети Атанасий.
„Свети Атанасий“ (на гръцки: Αγίου Αθανασίου) е българска възрожденска православна църква в село Крива (Грива), Егейска Македония, Гърция, част от Гумендженската, Боймишка и Ругуновска епархия на Вселенската патриаршия.
Църквата е гробищен и енорийски храм на селото и е построен в северния край на селото в 1801 година. Представлява трикорабна базилика с максимални вътрешни размери 13,30 х 25,85 m. През 1837 г. църквата е разширена с добавянето на запад на притвор и п-образна галерия, както и трем на запад и на юг. Осем двойки колони разделят трите кораба на наоса. Олтарът е поликонхален, но само апсидата на светилището излиза извън източната стена. Входът на наоса е от юг, докато този от запад води в галерията. В югозападния ъгъл е изградена камбанария.
Ктиторският надпис гласи:
| „ | Άνοθεν και εξαρχής ο ναός ούτος του Αγίου Αθανασίου εκτήσθη έτος α. χ.ν. 1801. Ιδέ τούτο το εξοτερικόν μέρος δλ. η κάμαρε εκτήστησαν έτος απ. Χ. 1857. Αρχή. Φευ. 25 δια συνδρομής και παρακίνισιν του Αγίου 'κ Αθανασίου Отгоре и от начало този храм на Свети Атанасий се построи в 1801 г. от Р. Х. А тази външна част се построи в 1857 г. Начало 25 февруари с помощта и мотивацията на епископ Атанасий. | “ |

В западната част на външната стена има запазен стенопис. В интериора таваните са боядисани с ярки цветове и имат геометрични форми. Фронтовете на аркадите в наоса са изписани със сцени от живота на Христос. Забележителни са дървените резбовани и изписани елементи – иконостасът, владишкият трон, амвонът, и олтарът, рисувани с флорална декорация. В църквата в 1832 година работи кулакийският зограф Маргаритис Ламбу. В храма има икони и от сина му Атанасиос Маргаритис.
В 1983 година църквата е обявена за паметник на културата под надзора на Девета ефория за византийски старини към Министерството на културата.
- Ктиторският надпис
- Фреска
- Фреска